# Ecot-la-Combe
Ecot-la-Combe é uma comuna francesa na região administrativa de Grande Leste, no departamento de Haute-Marne. Estende-se por uma área de 20,93 km². Em 2010 a comuna tinha 39 habitantes (densidade: 1,9 hab./km²).